# ألي حسن
ألي حسن (بالإنجليزية: Aly Hassan)‏ هو لاعب كرة قدم أمريكي، ولد في 15 مايو 1989 في وستون في الولايات المتحدة. لعب مع أوتاوا فيوري.